# Soaking (práctica sexual)

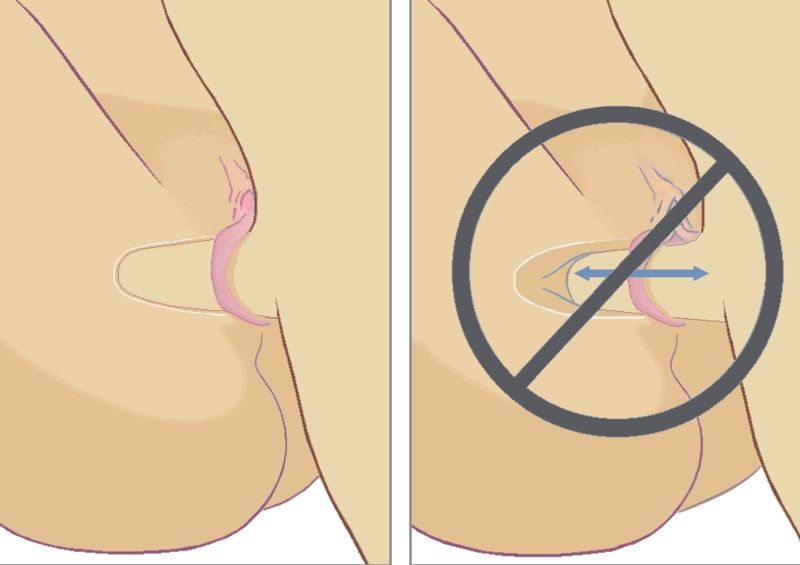
Ilustración del "soaking" o el acto de penetrar la vagina sin hacer movimientos posteriores

"Soaking" (inglés por "remojarse"; pronunciado ['soʊ̯kɪŋ]) es un acto sexual, supuestamente practicado por algunos miembros de La Iglesia de Jesucristo de los Santos de los Últimos Días,  donde el pene es insertado dentro de la vagina sin efectuar movimientos posteriores. No es reportado por fuentes periodísticas como siendo una práctica común, y algunos miembros de la iglesia han dicho que el "soaking" es una leyenda urbana y no una práctica verdadera. Otros dicen que conocen a miembros de la iglesia que lo han practicado.
Una fuente dijo que era difícil saber lo común que era por causa del secretismo y la vergüenza asociados al sexo dentro de la Iglesia. Un problema común es la baja cantidad de informes debido al sesgo de la deseabilidad social, hasta en los sondeos anónimos. Artículos que tratan el asunto informan que son normalmente adolescentes de la iglesia y estudiantes no casados de las universidades patrocinadas por la iglesia quienes participan en la práctica. En esos artículos también se informa que los estudiantes están preocupados porque mantener relaciones sexuales prematrimoniales o extramatrimoniales infringe el código de conducto de esas universidades y puede resultar en la expulsión. Una persona entrevistada dijo que el baloncestista estrella Brandon Davies fue expulsado del equipo de baloncesto de la universidad más grande de la Iglesia de Jesucristo, Universidad Brigham Young, por practicar "soaking".
El "soaking" sirve como un supuesto tecnicismo para el código de conducto sexual de la Iglesia de Jesucristo, llamado la ley de castidad, que dice que todo sexo fuera de un matrimonio heterosexual es pecado, y prohíbe además la masturbación a los miembros de la iglesia. Aunque supuestamente burla las restricciones de la Iglesia, altas autoridades han dicho que, fuera de un matrimonio heterosexual monógamo, es inmoral "tocar las partes privadas de un cuerpo ajeno, así esté cubierto con ropa".

## Cita histórica de un tecnicismo en materia de castidad
En 1885, durante su proceso de excomunión, uno de los altos líderes de la Iglesia de Jesucristo, el apóstol Albert Carrington de 73 años, presentó el argumento de que sus relaciones sexuales extramatrimoniales con varias mujeres más jóvenes que mantenía durante una década no contaban como adulterio y que no fueron más que una "pequeña locura" porque solo penetraba la vagina parcialmente con la punta de su pene y una parte del cuerpo del pene (supuestamente hasta una profundidad total menor a "cuatro pulgadas") y lo retiraba antes de eyacular.

## En la cultura popular
En 2021 un video sobre el "soaking" se hizo viral en TikTok, y el acto tiene su propia página en el sitio web de cultura popular "Know Your Meme". A principios de la década de los 2020 fue usado como un detonante en varias comedias de situación,  como Alpha House, Get Shorty, y Jury Duty. Se le hizo referencia asimismo en el libro Up Up, Down Down, en un segmento de video de Barstool Sports, y en al menos un cortometraje de pornografía mormona.

## Reacciones
Dos cuentas satíricas de redes sociales, el "BYU Virginity Club" y el "BYU Slut Club" han negado la práctica. Un escritor notó que hacer "soaking" no evita el contagio de infecciones de transmisión sexual y podría resultar en el embarazo.